# Oradea
Oradea ([oˈrade̯a], deutsch Großwardein, ungarisch Nagyvárad, slowakisch Veľký Varadín, lateinisch Magnovaradinum) ist eine Großstadt in Rumänien und Hauptstadt des Kreises Bihor.

## Geografie
Oradea liegt am östlichen Rand der Großen Ungarischen Tiefebene am Fluss Crișul Repede (deutsch Schnelle Kreisch, ungarisch Sebes-Körös). Das Stadtzentrum ist 13 km von der ungarischen Grenze entfernt. Am Nordostrand der Stadt enden die Ausläufer des Apuseni-Gebirges. Das Gebiet ist damit eine Übergangszone zwischen hügeligem Relief und Ebene.
Die Burg und damit auch die Stadt befinden sich strategisch vorteilhaft an der Öffnung des Kreischtales in die Große Ungarische Tiefebene auf einer durchschnittlichen Höhe von 126 m. Der Fluss fließt nahezu mittig durch die Stadt. Der Bahnhof befindet sich nördlich der Schnellen Kreisch, die Burg am südlichen Ufer. Teile der Stadt liegen bis auf ca. 300 m Höhe auf den Varadienser Hügeln nördlich des Hauptbahnhofes.
Aus geologischer Sicht bemerkenswert sind die teilweise bis unter die Stadt reichenden Höhlen, deren Thermalquellen in Băile Felix eine gewisse Bekanntheit erlangt haben.

### Stadtgliederung
Oradea gliedert sich in die Stadtteile Sub Cetate (Stadtmitte), Rogerius, Ioșia, Ioșia Nord, Orașul Nou (Neustadt), Olosig (Wallendorf), Cantemir, Velența, Seleuș, Salca, Nufărul, Tokai, Eminescu, Episcopia Bihor, Ion Bogdan und Iorga.

### Klima
Überwiegend von Westwinden bestimmt, weist die Stadt ein gemäßigt-kontinentales Klima mit einer Jahresdurchschnittstemperatur von 10,4 °C auf. Die gemittelte durchschnittliche Temperatur im Juli geht nicht über 21 °C hinaus und beträgt im Januar −1,4 °C. Der durchschnittliche Jahresniederschlag beträgt 585,4 mm, was für eine Lage in der Ebene höher als normal ist und sich durch die Lage vor den hügeligen Gebieten im Osten erklärt. Die West- und Südwesthänge werden seit der Römerzeit für den Weinbau benutzt.

## Geschichte

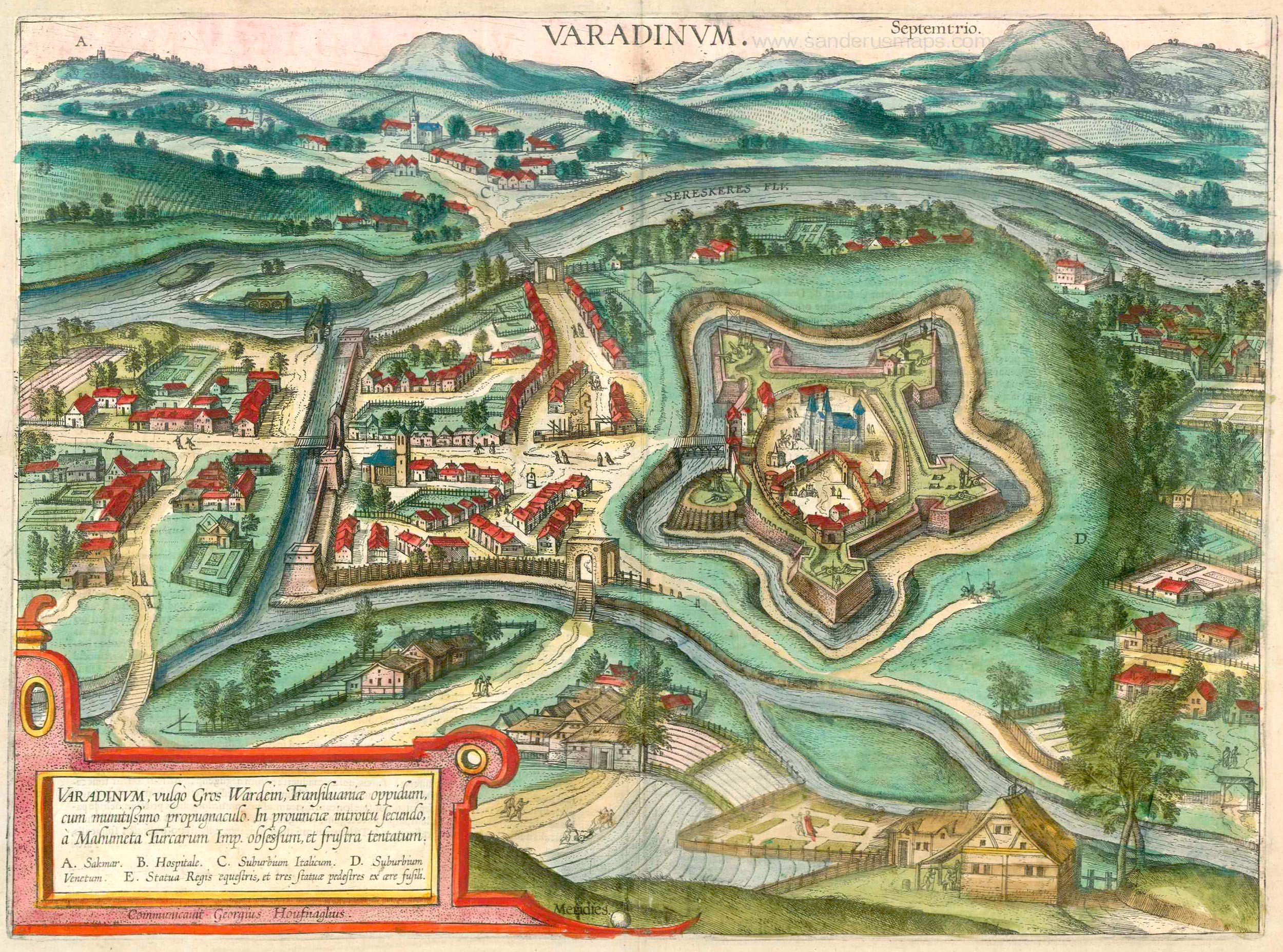
Varadinum vulgo Groß-Wardein in einer Darstellung von 1618
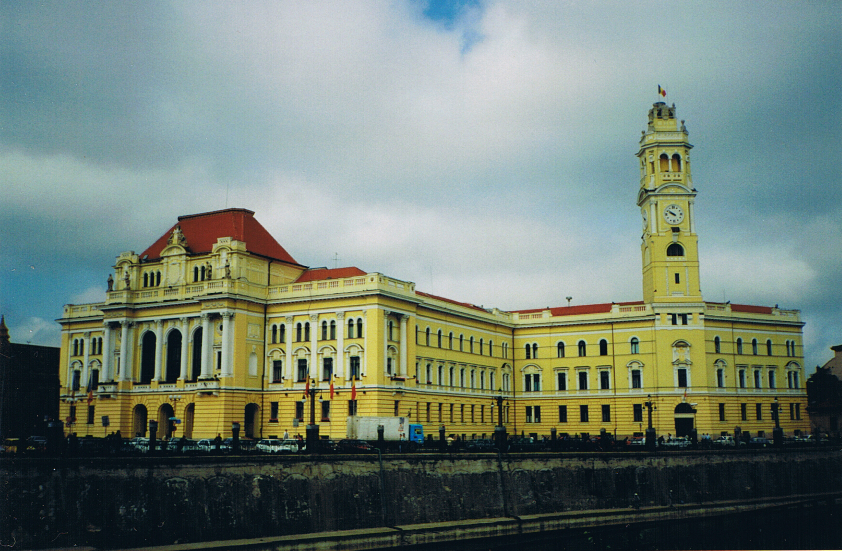
Rathaus in Oradea
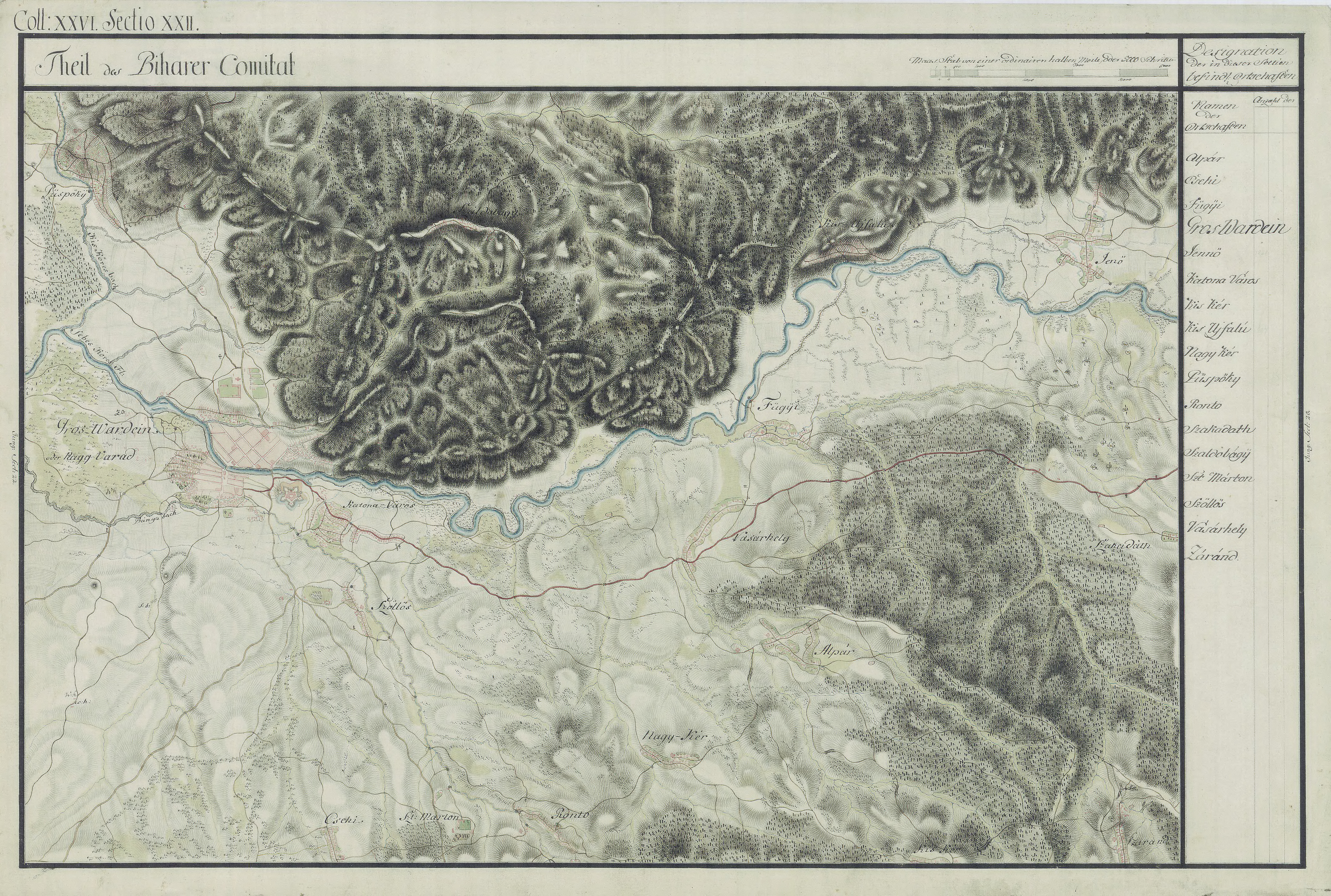
Gros Wardein (links Mitte) um 1782 (Aufnahmeblatt der Josephinischen Landesaufnahme)
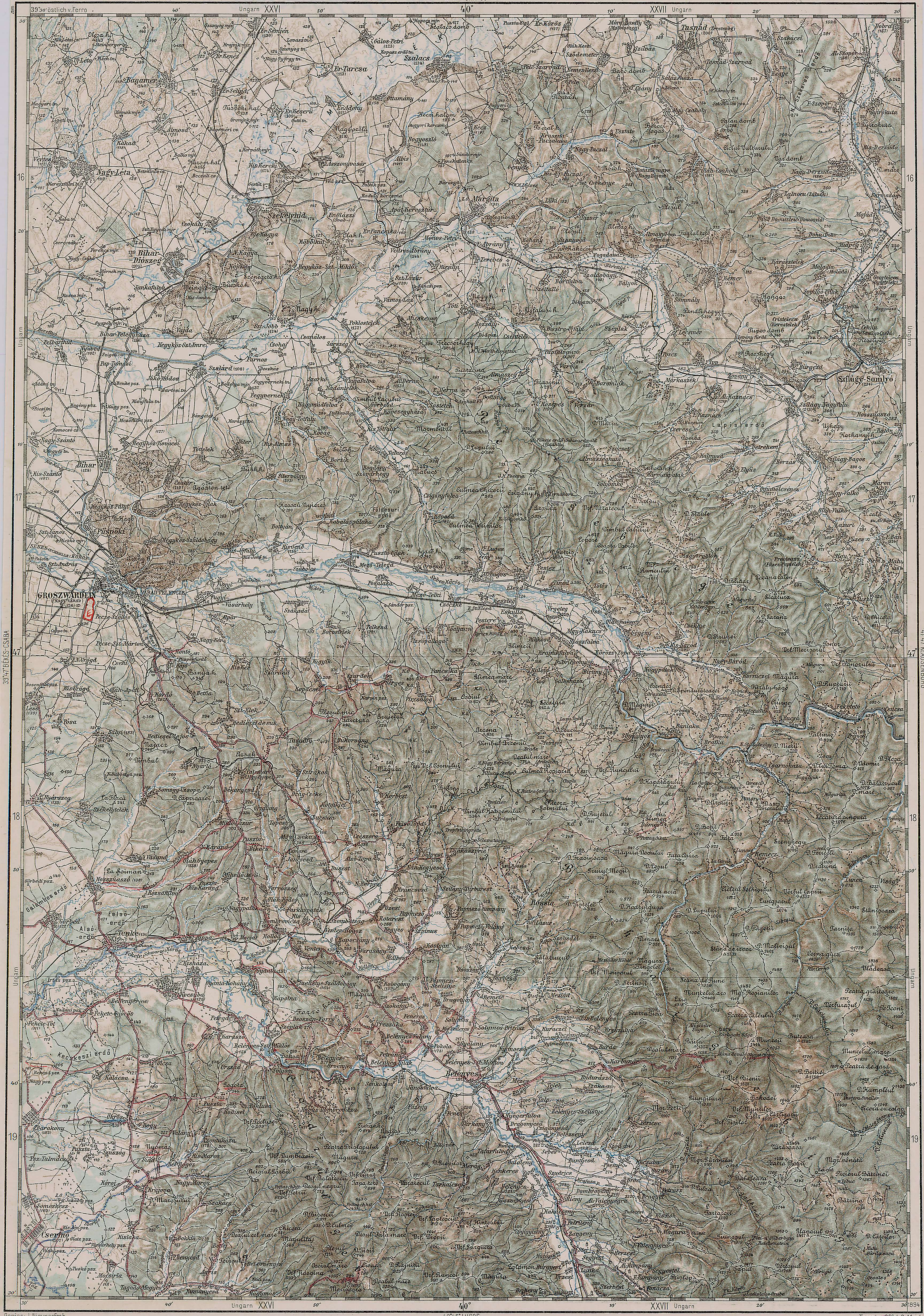
Groszwardein (N 47°; O 39° 35') um 1892 (Aufnahmeblatt der Franzisco-Josephinischen Landesaufnahme)

Die Geschichte Varadinums beginnt mit der Gründung einer Siedlung Salca durch die Römer. Ladislaus I. von Ungarn machte die Stadt 1080 zum römisch-katholischen Bischofssitz. Urkundlich erwähnt wird Stadt im Jahr 1113 in einer Urkunde der Benediktinerabtei Zobor, in der ein Bischof Syxtus Varadiensis (Sixtus aus Varad) genannt wird.
Seit ihrer Gründung gehörte die Stadt zum Königreich Ungarn. Vom 11. bis zum 15. Jahrhundert war Oradea Grabstätte für mehrere Mitglieder des ungarischen Königshauses. Auch der deutsche Kaiser Sigismund, der von 1387 bis zu seinem Tod 1437 auch ungarischer König war, liegt hier begraben. Nachdem Ungarn durch die Niederlage in der Schlacht bei Mohács (1526) zerfallen war, führten der habsburgische römisch-deutsche König und spätere Kaiser Ferdinand I. und der siebenbürgische Fürst Johann Zápolya einen Krieg um die nicht an die Türken gefallenen ungarischen Gebiete. Am 24. Februar 1538 wurde hier zwischen beiden der Friede von Großwardein geschlossen. Damit wurde Oradea ein Teil des Habsburgerreiches. Im Herbst 1598 wurde die Stadt von einer kleinen Besatzung unter der Führung des aus Reichenberg stammenden Feldherrn Melchior von Redern gegenüber 100.000 Türken erfolgreich verteidigt, 1660 dann aber eingenommen und den Türken im Frieden von Eisenburg überlassen. Erst 1692 fiel sie wieder an Österreich.
Als in den Jahren 1848–49 die ungarische Revolutionsregierung nach Debrecen flüchtete, wurden Archive, Banknotenpresse etc. nach Oradea gebracht.
Die Stadt erlebte insbesondere am Ende des 19. und Anfang des 20. Jahrhunderts einen großen wirtschaftlichen Aufschwung, nicht zuletzt dank ihrer emsigen, talentierten und relativ zahlreichen jüdischen Einwohnerschaft, die kurz vor dem Zweiten Weltkrieg etwa ein Sechstel der damals 100.000 Einwohner stellte. Noch heute zeugen prachtvolle, teilweise heruntergekommene Jugendstilpaläste von der glorreichen Vergangenheit.
Oradea war nach dem Österreichisch-Ungarischen Ausgleich 1867 Sitz des ungarischen Komitats Bihar und Knotenpunkt von sieben Bahnlinien. Die Stadt hatte um 1900 17 Kirchen und sechs Klöster, darunter zwei Kathedralen, zwei bischöfliche Palais, ferner Domherrenhäuser und viele prächtige öffentliche und private Gebäude. Ein Theater und Rathaus wurden um 1890 neu erbaut, 1892 wurde ein St.-Ladislaus-Monument enthüllt.
Nach dem Ersten Weltkrieg musste Ungarn im Vertrag von Trianon das Kreischgebiet und damit auch Oradea – trotz dessen damaliger ungarischer Bevölkerungsmehrheit – an das neue Großrumänien abtreten. Dies hatte vor allem strategische Gründe; Rumänien sollte in den vollständigen Besitz der Bahnstrecke Oradea–Satu Mare gebracht werden.
Durch den Zweiten Wiener Schiedsspruch, die Rumänen verwenden hier gerne den Begriff „Wiener Diktat“, fiel Oradea 1940 an Ungarn zurück. Schon am 12. Oktober 1944 wurde die Stadt durch rumänische und sowjetische Truppen eingenommen und gehört seither wieder zum rumänischen Staatsgebiet.

## Bevölkerung
Die Einwohner waren zunächst überwiegend Ungarn; der Anteil der rumänischen Bewohner nahm jedoch seit Beginn des 20. Jahrhunderts stetig zu; seit etwa 1970 hat die Stadt eine rumänische Bevölkerungsmehrheit. Die in der nachfolgenden Tabelle aufgeführten auffälligen Schwankungen der Volkszugehörigkeit liegen teilweise am politischen Druck des jeweiligen Staates. Bis 1910 wurden die Juden als Ungarn gezählt. 1920 wohnten in Oradea 17.931 Juden, ihr Anteil betrug damit 25 %. Zur Volkszählung 2002 lebten in der Stadt 206.614 Einwohner, darunter 145.284 Rumänen, 56.985 Ungarn, 2.449 Roma, 563 Deutsche, 474 Slowaken, 166 Juden und 109 Italiener. 2021 hatte die Stadt 183.105 Einwohner.
| Jahr | Einwohner                      | % Rumänen | % Ungarn |
| ---- | ------------------------------ | --------- | -------- |
| 1538 | 20.000 (geschätzt)             | n. a.     | n. a.    |
| 1720 | 216 (Türken, Griechen, Serben) | n. a.     | n. a.    |
| 1787 | 9790                           | n. a.     | n. a.    |
| 1870 | 28.698                         | n. a.     | n. a.    |
| 1880 | 34.231                         | 4 %       | 87 %     |
| 1900 | 54.109                         | 6 %       | 90 %     |
| 1910 | 68.960                         | 5 %       | 91 %     |
| 1920 | 73.025                         | 12 %      | 62 %     |
| 1930 | 88.830                         | 25 %      | 54 %     |
| 1941 | 98.621                         | 5 %       | 92 %     |
| 1956 | 99.663                         | 36 %      | 59 %     |
| 1966 | 122.534                        | 46 %      | 51 %     |
| 1977 | 170.531                        | 54 %      | 44 %     |
| 1992 | 222.741                        | 65 %      | 33 %     |
| 2002 | 206.614                        | 70 %      | 28 %     |
| 2011 | 196.367                        | 68 %      | 23 %     |
| 2021 | 183.105                        | 70 %      | 28 %     |

## Religionen
1890 waren von den damals etwa 42.000 Einwohnern 12.030 römisch-katholisch, 10.880 reformiert und 10.115 Israeliten.
Die Verteilung der Religionen der heutigen Bewohner ist wie folgt:
- 50,0 % Orthodoxe
- 25,0 % Römische Katholiken; siehe Römisch-katholische Kirche in Rumänien
- 16,1 % Griechische Katholiken; siehe hierzu speziellen Artikel Rumänisch-Katholische Kirche
- 7,8 % Protestanten
- 1,1 % andere.

Oradea ist Sitz des römisch-katholischen Bistums Oradea Mare, eines griechisch-katholischen Bistums Oradea und eines Sprengels der evangelisch-reformierten Kirche.
In Oradea gibt es neun evangelisch-reformierte Gemeinden. Ihre Mitglieder gehören größtenteils zur ungarischen Minderheit. Es gibt auch eine evangelisch-lutherische Gemeinde. Sie hat 750 Mitglieder, unter denen auch einige wenige Deutsche sind.
Es gab auch lange Zeit eine jüdische Gemeinde in der Stadt. Die erste Synagoge war 1803 gebaut worden. Die jüdische Gemeinde war gespalten in orthodoxe und neologe Gemeinden. Die jüdischen Bewohner Oradeas waren im öffentlichen Leben sehr aktiv. Im Jahre 1902 gab es sogar einen jüdischen Polizeipräsidenten. Im Januar 1941 wurden bei der ungarischen Volkszählung 21.333 Juden gezählt, das waren 23 Prozent der Wohnbevölkerung. Durch den Holocaust kamen die meisten jüdischen Bewohner ums Leben. Heute leben kaum noch Juden in Oradea. Die Neologe Synagoge „Zion“ am Fluss in der Innenstadt dominiert jedoch immer noch das Stadtbild.

## Wappen
Die erste noch erhaltene Abbildung des Stadtwappens stammt aus dem Stadtsiegel. Sie zeigt (heraldisch) den Bischof mit dem Stab im früh- und hochgotischen Dreieckschild.

## Kultur und Sehenswürdigkeiten

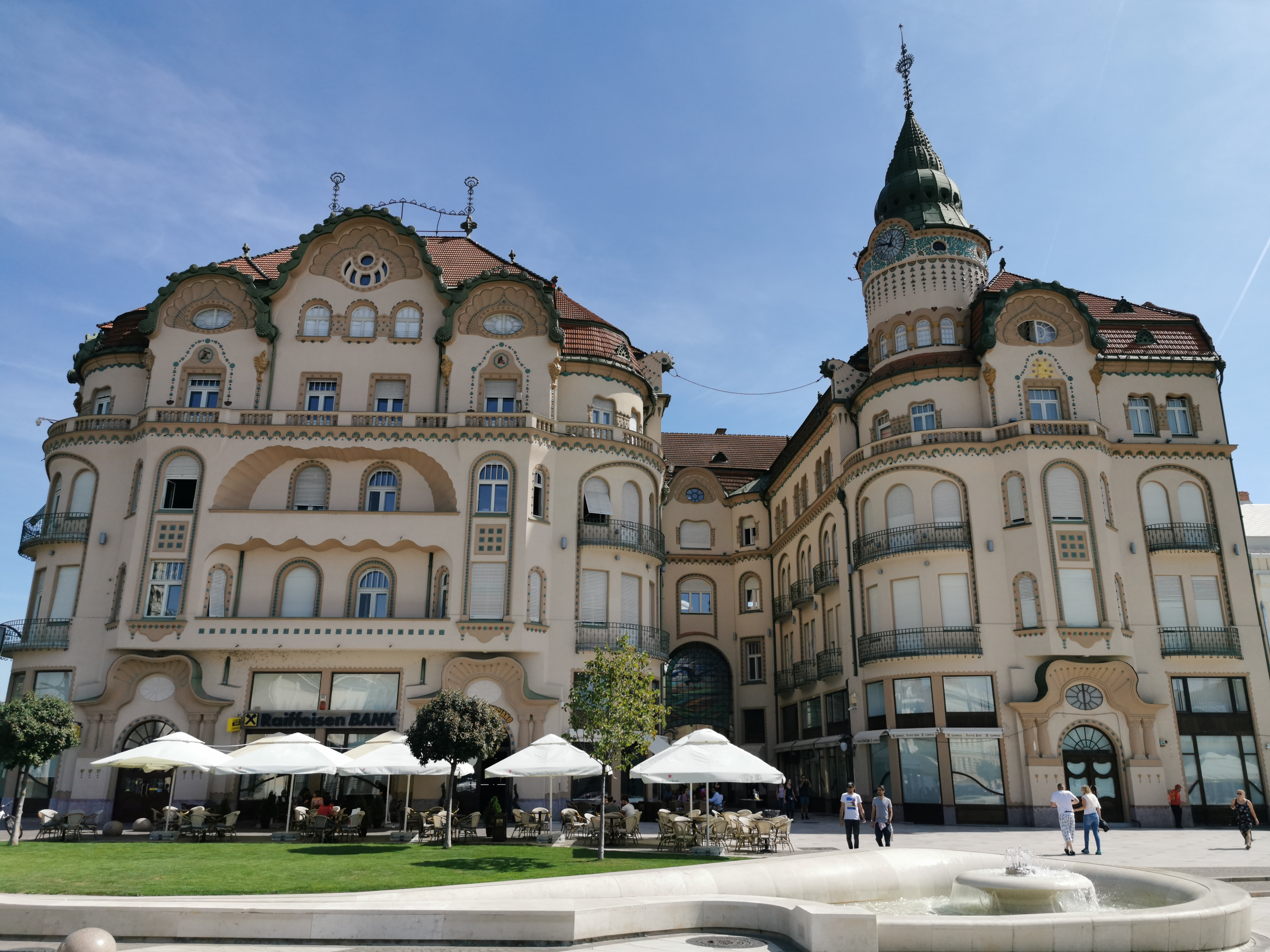
Hotel Vulturul Negru („Schwarzer Adler“) in Oradea

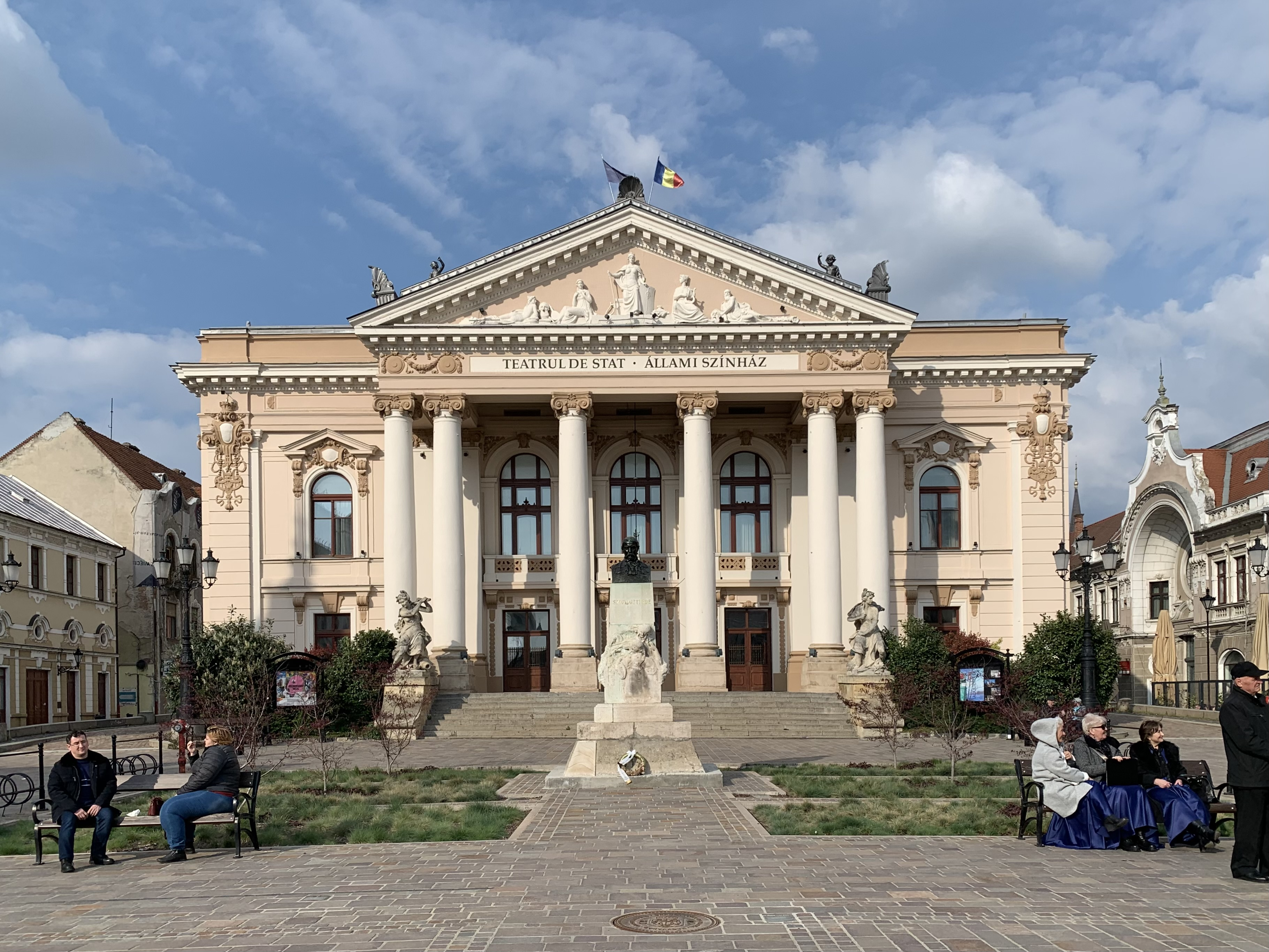
Staatstheater in Oradea

### Bauwerke
Sehenswert sind mehrere Kirchenbauten, darunter die römisch-katholische Kathedrale St. Mariä Himmelfahrt aus dem 18. Jahrhundert, der größte Barockbau Rumäniens, oder die sogenannte „Mondkirche“, deren mechanische Uhr die Mondphasen anzeigt, aber auch die Überreste der Sternfestung und Jugendstilpaläste wie die Einkaufspassage Zum schwarzen Adler (Vulturul negru). In Oradea gibt es ein Staatstheater und ein Konzerthaus (Staatsphilharmonie).

### Mineralbäder
In der Nähe der Stadt liegen die Bäder Băile 1 Mai (dt. Bischofsbad, ung. Püspökfürdö) und Băile Felix (dt. Felixbad, ung. Félixfürdő). Letzteres ist seit 2010 – nach 10-jähriger Unterbrechung – erneut durch eine Bahnlinie mit Oradea verbunden. In den Parkanlagen mit alkalischen Schwefelquellen gedeiht in deren Abfluss die seltene Thermenseerose. Es ist eine endemische Art. Der neuere Stadtteil Nufărul ist seinerzeit nach der Pflanze benannt worden.

### Musikgeschichte
Johann Michael Haydn (1737–1806), der jüngere Bruder Joseph Haydns (1732–1809), war von 1757 an bis zu seiner Verpflichtung als Hofkomponist und Konzertmeister der Salzburger Hofkapelle 1762/63 Violinist und Kapellmeister des Bischofs von Großwardein, Adam Freiherr von Patácic (Patachich) von Zajezda. Nach seinem Weggang blieb die Stelle zwei Jahre lang vakant, bis Karl Ditters von Dittersdorf (1739–1799), aus Wien kommend, 1765 die Nachfolge Michael Haydns antrat und das Orchester auf 34 Musiker vergrößerte. Er fügte dem Orchester die bis dahin nicht übliche Klarinette hinzu und folgte überdies dem Wiener Vorbild, indem er die Musiker im Sitzen spielen ließ. Dittersdorf blieb bis 1769, als das Orchester nach einem Verweis der Kaiserin Maria Theresia gegenüber Bischof Patácic wegen zu weltlichen Verhaltens während der Fastenzeit aufgelöst wurde.

## Wirtschaft und Infrastruktur
Um 1890 existierten in Oradea mehrere Brennereien (Destillerien, sechs Fabriken), drei Dampfmühlen und einige Ziegelbrennereien. Andere Bewohner lebten von der Fabrikation von Öfen, von Viehzucht, Obst- und Weinbau (siehe: Weinbau in Rumänien). Oradea hatte damals eine eigene Wasserleitung, ein großes Bad, eine Straßenbahn und zahlreiche Lehr- und Bildungsanstalten (Rechtsakademie, Prämonstratenser Obergymnasium, zwei theologische Seminare, eine Landeshebammenschule, sechs Spitäler etc.), ein archäologisches Museum und ein Kunstmuseum, einen Bihor-Gebirgsverein. Weiterhin war die Stadt damals Sitz eines Gerichtshofes, einer Finanzdirektion, einer Post- und Telegraphendirektion und einer Handels- und Gewerbekammer.
Heute ist Oradea ein Verkehrsknotenpunkt und Wirtschaftszentrum im Kreis Bihor. Die Stadt stellt – von Mitteleuropa aus gesehen – das Tor nach Siebenbürgen dar.
Es werden Textilien, Schuhe, Lebensmittel, Glas, Werkzeuge und Landmaschinen produziert. Das rumänische Stromversorgungsunternehmen Transelectra betreibt in der Nähe der Stadt eine Schaltanlage, die über eine Freileitung nach Ungarn das Land an das europäische Stromverbundnetz anschließt.

### Verkehr

#### Schienenverkehr
Oradea ist seit 1858 durch die Inbetriebnahme der Bahnstrecke Püspökladány–Oradea an das Eisenbahnnetz angeschlossen. Die Stadt verfügt heute über fünf Bahnhöfe für den Personenverkehr, darunter zwei Bahnhöfe für den Fernverkehr (Hauptbahnhof und Episcopia Bihor) und drei ausschließlich für Nahverkehrszüge (Oradea Est, Oradea Est Triaj und Oradea Vest).

#### Öffentlicher Verkehr

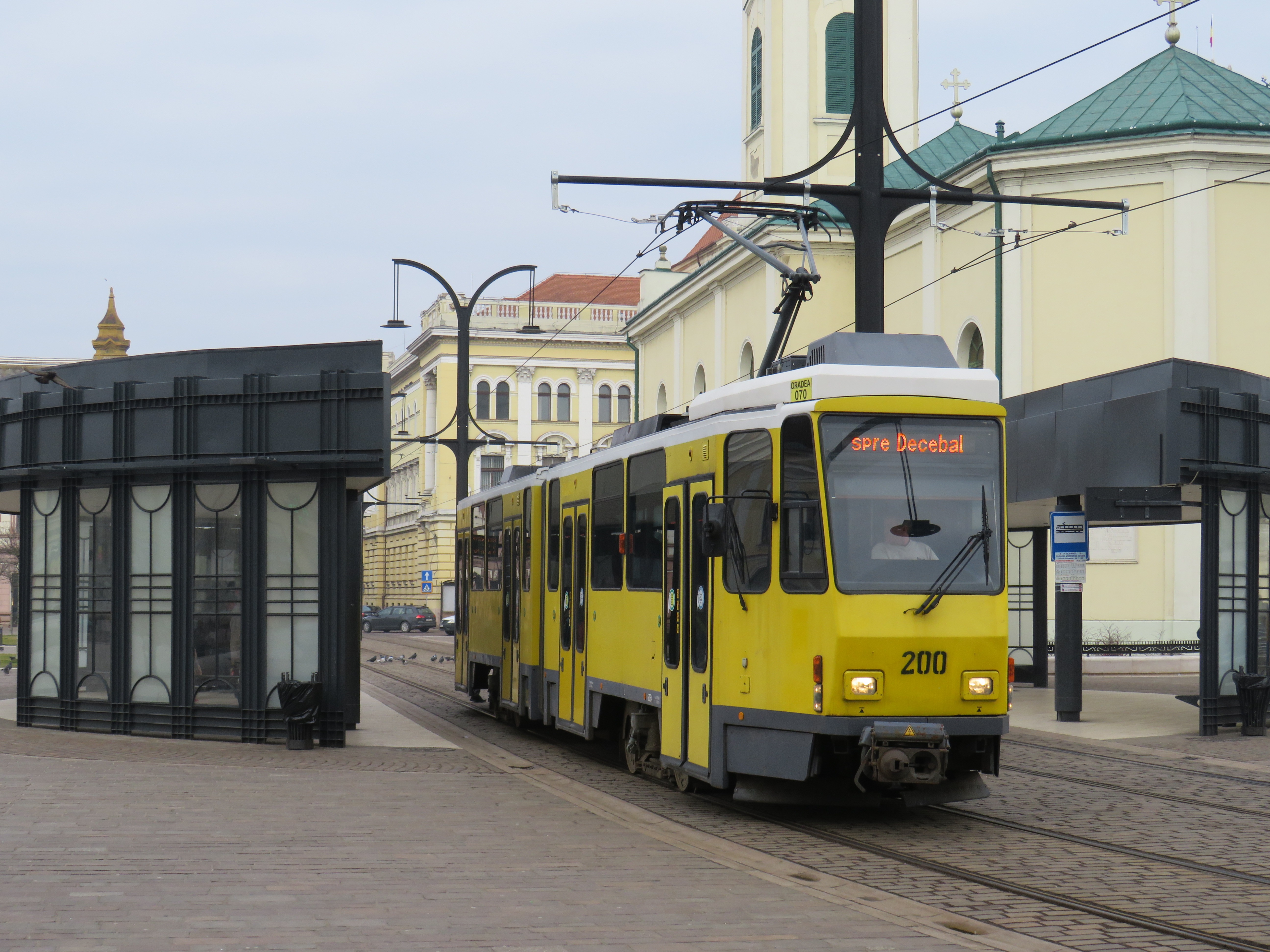
Ein Tatra KT4D bei Piața Unirii

Der Nahverkehr umfasst mehrere Trambahnlinien sowie Busverbindungen und wird durch die OTL (Lokaltransport Oradea) verwaltet. In den 1990er Jahren wurden die alten Straßenbahnwagen rumänischer Fertigung durch T4D aus den deutschen Städten Magdeburg und Dresden bzw. KT4D aus Berlin ersetzt. Seit 2008 sind auch Gelenkwagen vom Typ ULF (Ultra Low Floor, von Siemens in Wien produziert) in Betrieb.

#### Luftverkehr
Der Flughafen Oradea (Aeroportul Internațional Oradea) wird derzeit im Liniendienst von TAROM angeflogen und bietet Flüge nach Bukarest-Otopeni. (Stand Oktober 2019). Die betonierte Start- und Landebahn ist 2100 Meter lang und 45 Meter breit. Im Jahr 2008 zählte man etwa 50.000 Flugreisende. 2017 stieg die Passagierzahl im Vergleich zu 2016 um 289,09 % auf 162.902 Flugreisende.

#### Fernstraßen
Durch die Stadt verlaufen die Europastraßen E 60, E 79 und die E 671.

## Universitäten und Hochschulen
- Universität Oradea
- Universität Emanuel Oradea
- Universität Agora
- Universität Partium

## Sport

FC Bihor Oradea

Oradea hat sich dank der 2006 eröffneten Ioan-Alexandrescu-Schwimmhalle zur Wasserball-Hochburg des Landes entwickelt. Der heimische Verein CSM Oradea nutzt dabei auch die Nähe zu Ungarn, das Rekordolympiasieger in dieser Sportart ist. Auch Länderspiele finden regelmäßig in der Halle statt, die mit ihrem 50-Meter-Becken und einem Cabriodach landesweit einmalig ist und 2008 auch Austragungsort des Olympiaqualifikationsturniers der Männer war.

## Städtepartnerschaften
Oradea listet folgende fünf Partnerstädte auf:
| Stadt      | Land       | seit |
| ---------- | ---------- | ---- |
| Ceyrat     | Frankreich | 2008 |
| Coslada    | Spanien    | 2005 |
| Debrecen   | Ungarn     | 1992 |
| Giv’atajim | Israel     | 2005 |
| Mantua     | Italien    | 2005 |